# Paolo Maria Parrino
Paolo Maria Parrino (Pal Mëria Prifti in albanese; Palazzo Adriano, 25 gennaio 1711 – Palermo, 3 maggio 1765) è stato un presbitero, letterato e storico italiano di etnia albanese (arbëresh).
Sacerdote di rito bizantino, fu parroco della chiesa di rito greco-bizantino in Palermo, la parrocchia di San Nicolò "dei Greci", attigua al Seminario Italo-Albanese di Palermo, di cui fu il secondo rettore dopo la sua fondazione e direzione per opera di Padre Giorgio Guzzetta.
Tra i rappresentanti della letteratura arbëreshe del '700 in Sicilia, fu studioso e teorico dell'ideologia romantica albanista, scrivendo un numero ragguardevole di opere in cui descrive lingua, usi e costumi nazionali propri e discute scientificamente per l'epoca, basandosi su fatti linguistici e storici pervenuti o per alcuni falsati, la provenienza nobile dei fondatori delle colonie albanesi d'Italia del sec. XV e successivi; inoltre trattando fra i primi tematiche sull'identità degli albanesi e la loro origine illirica-pelasgica, contribuì in modo significativo alle basi delle future ricerche delle radici dell'identità etnica arbëreshe/shqiptare.

## Biografia
Paolo Maria Parrino nacque il 25 gennaio 1711 a Palazzo Adriano, colonia albanese di Sicilia in provincia di Palermo, dal notar Luca e da Rosalia Lo Cascio, importante famiglia italo-albanese osservante il rito bizantino. Il nonno paterno, Papàs Giuseppe Antonio Parrino, sacerdote di rito orientale, fu il padrino di battesimo insieme alla moglie Angela, e probabilmente fu lui il primissimo a indirizzarlo nell'educazione di base e nella fede.
Non avendo notizie precise, è probabile che abbia compiuto gli iniziali studi teologi, filosofici e letterari presso l'Oratorio filippino dell'Olivella a Palermo oppure, molto più plausibilmente, presso la Congregazione dei preti celibi di rito greco-bizantino di Piana degli Albanesi (allora detta Piana dei Greci), fondata da Guzzetta nel 1716. Parrino continuò gli studi di teologia in Palermo.
Tra il 1725 e il 1726 entra nell'Oratorio bizantino di Piana degli Albanesi (Rritiri) e fu diretto negli studi e nella formazione spirituale e teologica dal servo di Dio Padre Giorgio Guzzetta, che apprezzò l'ampia cultura e lo zelo del suo studente.
Il 2 luglio 1734 ricevette nella chiesa di Sant'Atanasio in Roma la consacrazione sacerdotale dall'arcivescovo mons. Basilio Matranga.
Dopo una preziosa collaborazione del Parrino già agli inizi della vita dello stesso Seminario, il Guzzetta lo nominò nel 1739 vicerettore e nel 1752 Rettore del Seminario Albanese (allora detto anche Seminario Greco) da lui fondato a Palermo. Dopo la fondazione e la direzione del Guzzetta, egli fu il 2º Rettore del Seminario Italo-Albanese, che resse dal 1746 al 1765, coadiuvato da Papàs Basilio Stassi di Piana degli Albanesi e da Papàs Melchiorre Masi di Mezzojuso.
Nel 1746 fu nominato cappellano dal parroco Papàs Pietro d'Andrea, e, alla morte di costui, avvenuta il 17 ottobre dello stesso anno, il Parrino con provvedimento del Senato di Palermo gli succedette come parroco della Chiesa di San Nicolò dei Greci (allora affiancata al Seminario Italo-Albanese). 
Fu esaminatore sinodale e si impegnò alacramente nella difesa delle istituzioni delle comunità albanesi di Sicilia. Fu molto stimato nella città di Palermo per il suo apostolato e per la sua vasta erudizione. 
La sua attività parrocchiale si sarà conclusa possibilmente nel 1764, in quanto l'ultimo atto di battesimo da lui amministrato risale al 2 dicembre di quell'anno.
Scrisse varie opere rimaste inedite, compiendo altresì un'opera storica «su 'dei Macedoni, o sian Epiroti», influenzando così la maggiore opera di Papàs Nicolò Chetta. Primo ad esporre le notizie sulle colonie albanesi, è stato iniziatore dell'ideologia romantica albanista, la quale affronta la storiografia italo-albanese basata su documenti e valutazioni dei fatti storici relativi all'esodo albanese in Italia nel XV secolo, individuando le origini del processo di identificazione e costruzione d'identità che investì le comunità italo-albanesi tra il XVIII e il XIX secoli.
Spinto da Padre Giorgio Guzzetta, indirizzò ogni sforzo verso la ricerca storiografica del proprio popolo, comprendendo che soltanto attraverso la ricerca storica era possibile ricostruire e determinare l'autonomia della gente albanese come etnia autoctona, avente una propria civiltà e una propria cultura, una propria religione e una lingua diversa e autonoma rispetto a quelle parlate delle altre popolazioni presenti in quel territorio (italiano e balcanico). Come lo stesso Guzzetta, rimarcò la differenza tra greci e albanesi, tra "scismatici" e cattolici di rito greco-bizantino, al fine di annullare la concezione secondo la quale gli albanesi fossero greci.
Ha scritto in particolare due importanti opere in latino rimaste inedite e conservate nella biblioteca del Seminario "Nazionale" degli Italo-Albanesi di Sicilia oggi in Piana degli Albanesi: «Perpetua e Albanensis Eçlesiae consensionis cum Romana omnium Maltre et Magistra, libri septem - Opus Historico - Theologicum in duas partesipraina discie Fiste ali, quarum altera ultriusque Eçlesiae concensionem ostendit. Seminario ad usum Siculo-Albani» e «Da septem Eçlesiae Sacramentis ad mentem utriusque Eçlesiae Graecae atque Latinae, libri octo in quibus specimen quodam Eçlesiae disciplinae quae apud albanenses obtinuit, exhibetur».
Nel primo manoscritto, che è un volume di quasi 800 pagine, l'autore descrive con competenza gli studi effettuati sul paese natio, l'Albania e le sue diverse province, basandosi su ciò che gli antichi e i precedenti storici e i geografi fin ad allora hanno detto sull'argomento e la località; sui costumi sacri e profani dei macedoni e sulla storia del cristianesimo e della Chiesa in Albania.
Morì prematuramente il 3 maggio 1765, all'età di 54 anni, nel pieno della sua attività di studioso e Rettore.

## Titoli delle principali opere
Delle numerose opere del Parrino, rimaste manoscritte nel Seminario Albanese di Palermo e fedelmente descritte da Papàs Matteo Sciambra, vanno almeno ricordate:
- Perpetua e Albanensis Eçlesiae consensionis cum Romana omnium Maltre et Magistra, libri septem - Opus Historico - Theologicum in duas partesipraina discie Fiste ali, quarum altera ultriusque Eçlesiae concensionem ostendit. Seminario ad usum Siculo-Albani.
- Da septem Eçlesiae Sacramentis ad mentem utriusque Eçlesiae Graecae atque Latinae, libri octo in quibus specimen quodam Eçlesiae disciplinae quae apud albanenses obtinuit, exhibetur.

### Opuscoli e manoscritti
- Exercitatio historico-theologica (1735)
- Dialogo di Elleno e Filareto sulla lingua greca [liturgica] in Sicilia in cui si dimostra quanto utile e necessario sia lo studio della medesima [per gli albanesi di Sicilia di rito greco-bizantino] (1737)
- De studiis necessariis ad recte instituendos Siculo-Albanensis Collegii candidatos. Oratio ad rerum albanorum studiosos (1738)
- In septem perpetuae consensionis libros Albanensis Ecclesiae cum Romana omnium Mater et Magistra (1765)